# لیودمیلا براگینا
لیودمیلا براگینا (روسی: Людмила Ивановна Брагина؛ زادهٔ ۲۴ ژوئیه ۱۹۴۳) دونده زن اهل اتحاد جماهیر شوروی سوسیالیستی بود.
وی در مسابقات کشوری و بین‌المللی در مجموع برندهٔ ۱ مدال طلا، ۱ مدال نقره شده‌است.